# Lametz
Lametz är en kommun i departementet Ardennes i regionen Grand Est (tidigare regionen Champagne-Ardenne) i nordöstra Frankrike. Kommunen ligger i kantonen Tourteron som ligger i arrondissementet Vouziers. År 2022 hade Lametz 76 invånare.

## Befolkningsutveckling
Antalet invånare i kommunen Lametz
Referens: INSEE